# Safvet-beg Bašagić
Safvet-beg Bašagić, bošnjaški pesnik, pisatelj, prevajalec, zgodovinar, orientalist in politik, * 6. maj 1870, Nevesinje, Avstro-Ogrska (danes Bosna in Hercegovina), † 9. april 1934, Sarajevo, Kraljevina Jugoslavija (danes Bosna in Hercegovina). Pisal je tudi pod psevdonimom Mirza Safvet.

## Življenje in delo
Bašagić je ena najpomembnejših osebnosti sodobne bosanske in bošnjaške književnosti ter začetnik bošnjaškega narodnega preporoda v začetku 20. stoletja. Bil je ustanovitelj mnogih časnikov, časopisov in narodnih društev. Leta 1900 je objavil delo Kratka uputa u prošlost Bosne od 1463. do 1850., ki je bila vse do pojavitve Hadžijahićeve knjige Geneza nacionalnog pitanja bosanskih Muslimana standard proučevanja zgodovine Bošnjakov. Leta 1894 se je odzval pozivu za sodelovanje pri polaganju temeljnega kamna Starčevićevega doma.
V osnovni šoli je hodil v Mostarju in Konjicu. Leta 1882 se je njegova družina preselila v Sarajevo, kjer je končal ruždijo. Med letoma 1885 in 1895 je hodil na sarajevsko gimnazijo. Od leta 1895 do 1899 je študiral arabščino in perzijščino na dunajski univerzi. Po diplomi je postal profesor orientalskih jezikov na zagrebški univerzi.
Med letoma 1919 in 1927 je bil kurator Arheološkega muzeja v Sarajevu.